# Thornholme
Thornholme – osada w Anglii, w hrabstwie East Riding of Yorkshire. Leży 35 km na północ od miasta Hull i 284 km na północ od Londynu.